# Золота гірка

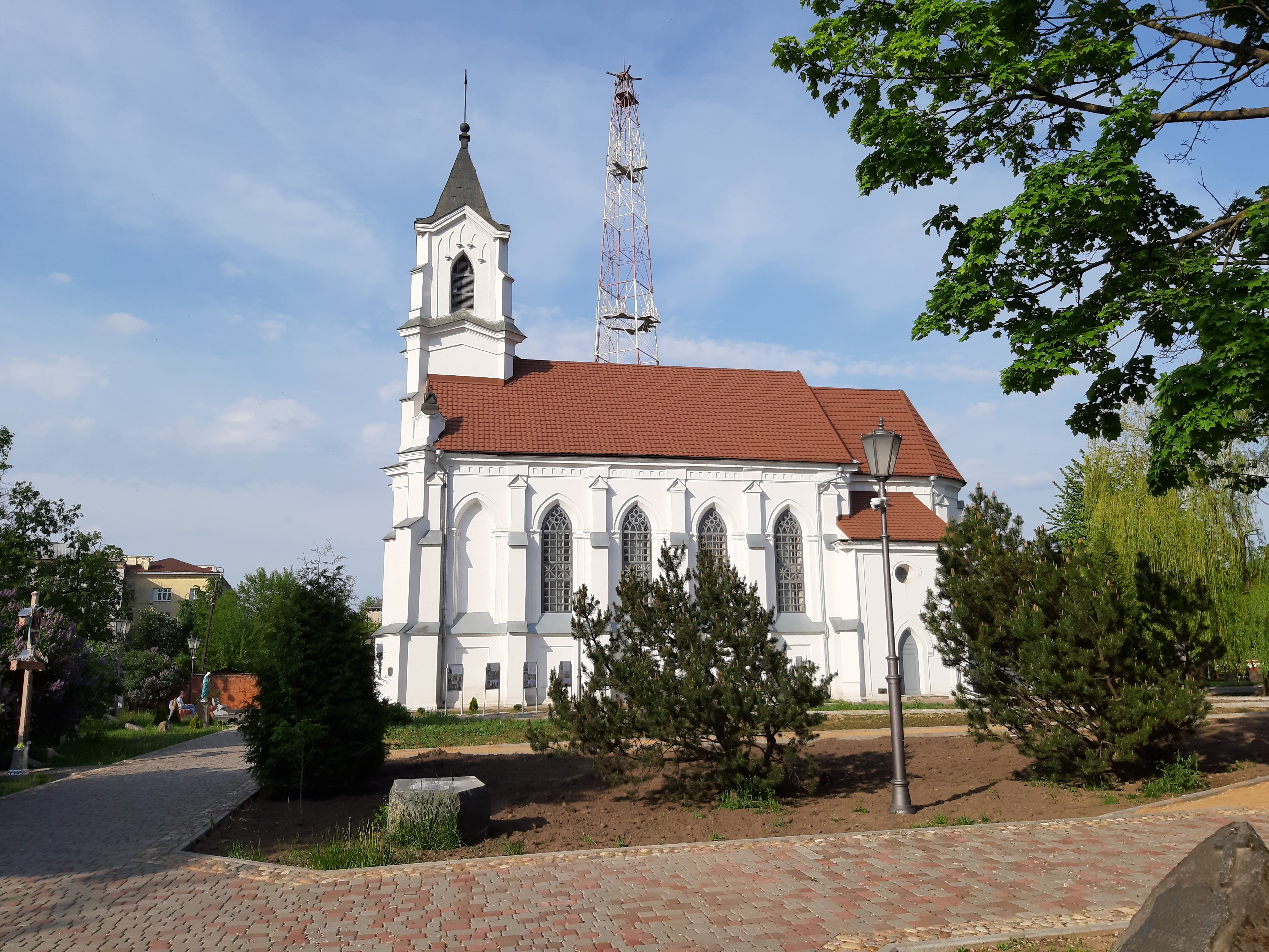
Символом Златагорського передмістя є церква Святої Трійці

Залатая Гірка, передмістя Златагорська, — історичний район Мінська, розташований у західній частині міста, на схід від Міського саду та Захар'євського мосту, навколо Златагорського католицького кладовища.
На заході від Златої Горки розташований центральний район Нового Міста, на північний захід — Трієцька Прадместе, на північний схід — Комаровка, на схід — Велика Сліпянка, на південний схід — Дугі Брод, а на південь є Стромки (Крутий Берег).

## Історія

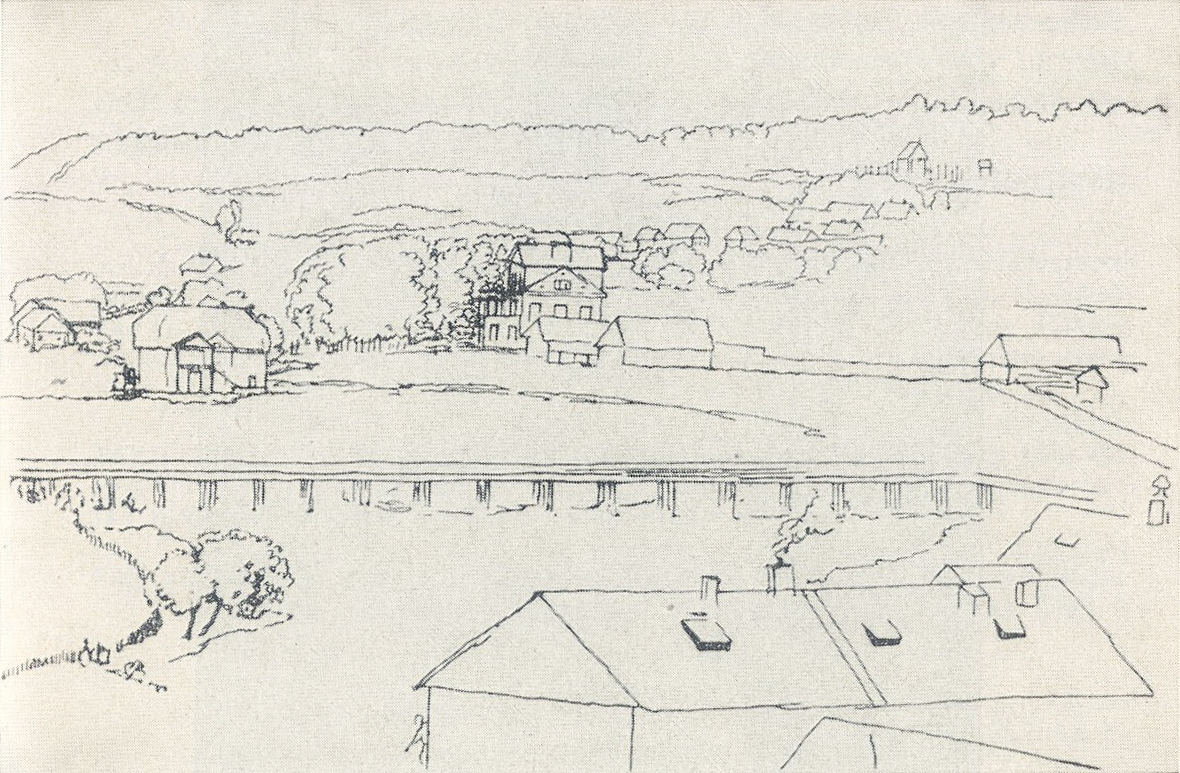
Золата гірка (в правому верхньому кутку) зі сторони Волокого Полоцька. Чеслав Манюшка, 1840 рік

На початку XIX століття, у безпосередній близькості від села Комарівка височів величезний пагорб, відомий як Залата Гірка. Історія походження цієї назви оточена кількома легендами. Згідно з однією версією, гора отримала своє ім'я завдяки золотій палітрі осіннього листя місцевого кленового гаю. В іншій версії розповідається, що назва виникла через віднайдення значної кількості золотих скарбів у цьому районі.
Легенда також повідомляє, що назва гори пов'язана зі знахідкою великої купи золотих монет. Місцевий священник, реагуючи на епідемію холери, зібрав ці кошти. З цієї благородної дії був зведений костел на честь святого Роха, який вважався заступником людей і тварин від епідемічних хвороб.
Ці легенди додають особливий колорит до історії Залатої Гірки, роблячи це місце об'єктом легенд і вірувань в місцевій спільноті.

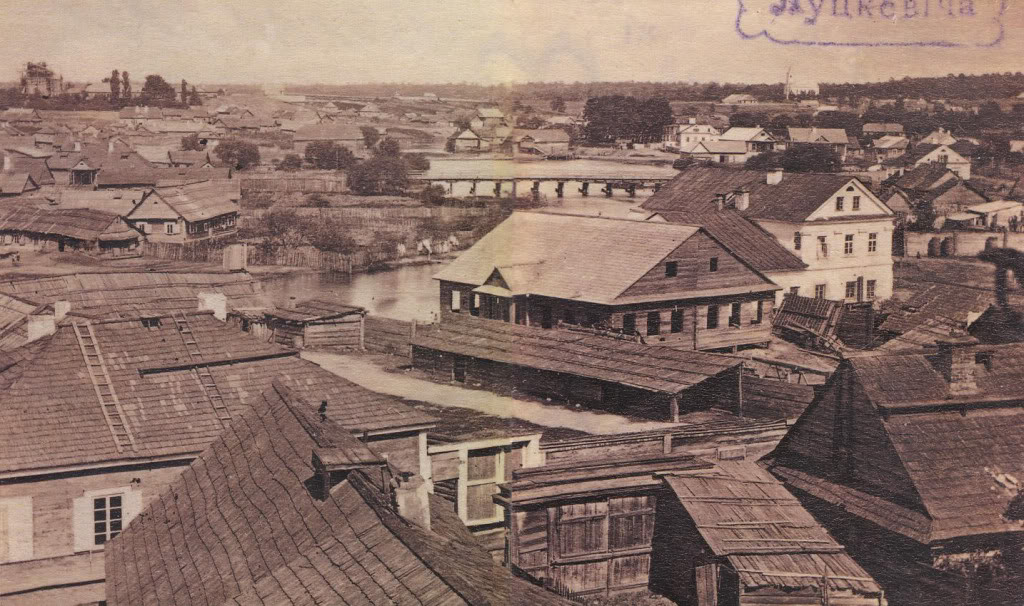
Золата гірка (в правому верхньому куті) зі сторони Волокого Полоцька. Світлина 1870-х років.

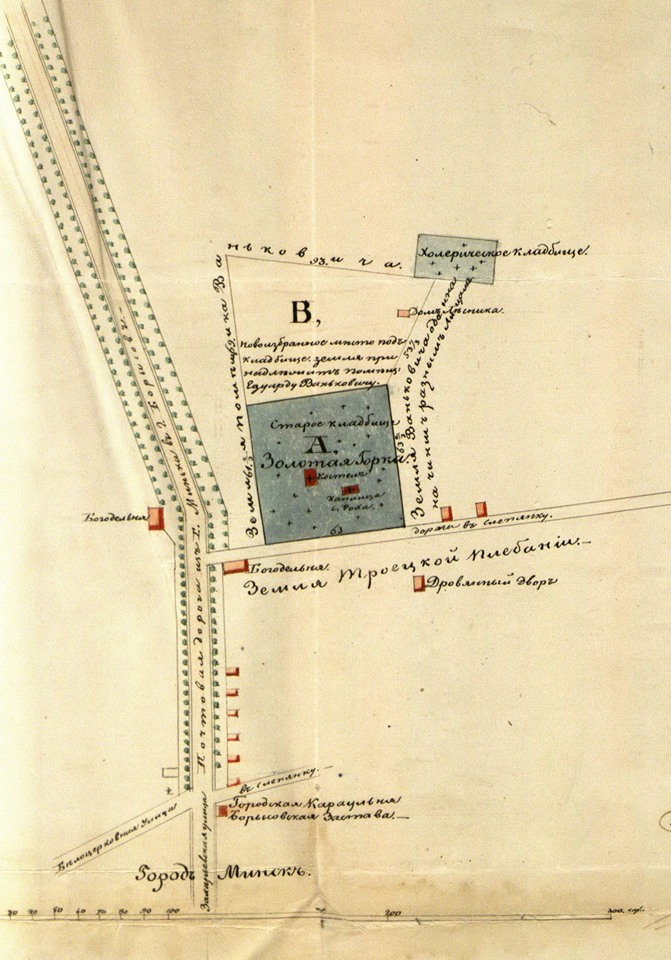
План передмістя 1861 р.

### Старі адреси
- Другий Госпітальний провулок, 2, будинок Меріканти. Денний притулок «Ясла». Існувала з 1 січня 1905 року . Зараз тут Будинок письменників Спілки письменників Білорусі (ріг вулиць Фрунзе і Румянцава, 5/2).
- Гірський пров. Фабрика мозаїчних виробів національно свідомого білоруського промисловця Судника. Підприємство знаходилось біля Військового кладовища.
- Золота гірка. Костел Святого Роха. Збудована на початку 1860-х років на місці дерев'яної каплиці. Згоріла в червні 1941 року. У 1984 році завершилася реставрація храму. Нині храм є діючим.
- Захар'ївська 133, будинок Ржецької. Тут, у квартирі П. В. 1-3 березня 1898 року в Румянцево відбувся 1-й з'їзд РСДРП. 14 березня 1923 року в цьому будинку (проспект Незалежності, 31а) був відкритий Будинок-музей 1-го з'їзду РСДРП. Під час Другої світової війни була спалена. У 1948 році його відреставрували і перенесли ближче до річки Свіслоч.
- Перший Госпітальний провулок, будинок Параф'яновича. У 1977-1878 роках тут збирався народницький гурток «Земля і воля». Цей перший мінський революційний штаб розташовувався в районі сучасного кінотеатру «Мир».
- Провіантська, 11, будинок Бохана. Дарофій Бохан — відомий у місті письменник і журналіст, дослідник фольклору та місцевої минувшини. За виступи в пресі проти земських начальників у 1908 ув'язнений у Мінську. Його будинок стояв у районі нинішнього інституту іноземних мов.
- Сліп'янська, 6, будинок Костравицької. Власницею будинку була Дар'я Костравицька, дружина Каруся Каганця, оригінального білоруського письменника, громадського діяча і художника. Вулиці Сліпянської зараз не існує.
- Лікарня, будинок Насовичів. У 1879 році тут була бібліотека чорнопоселенців. Будинок знаходився в районі нинішньої площі Перемоги, біля кафе «Берізка»[4].

## Сучасність
Зберігся топонім Злата гірка в Мінську. У 1987 р. таку назву отримала вулиця, яку після Другої світової війни було заасфальтовано на колишньому передмісті, і зберігся Залатагірський костел Пресвятої Трійці (костел Св. Роха).

## Галерея

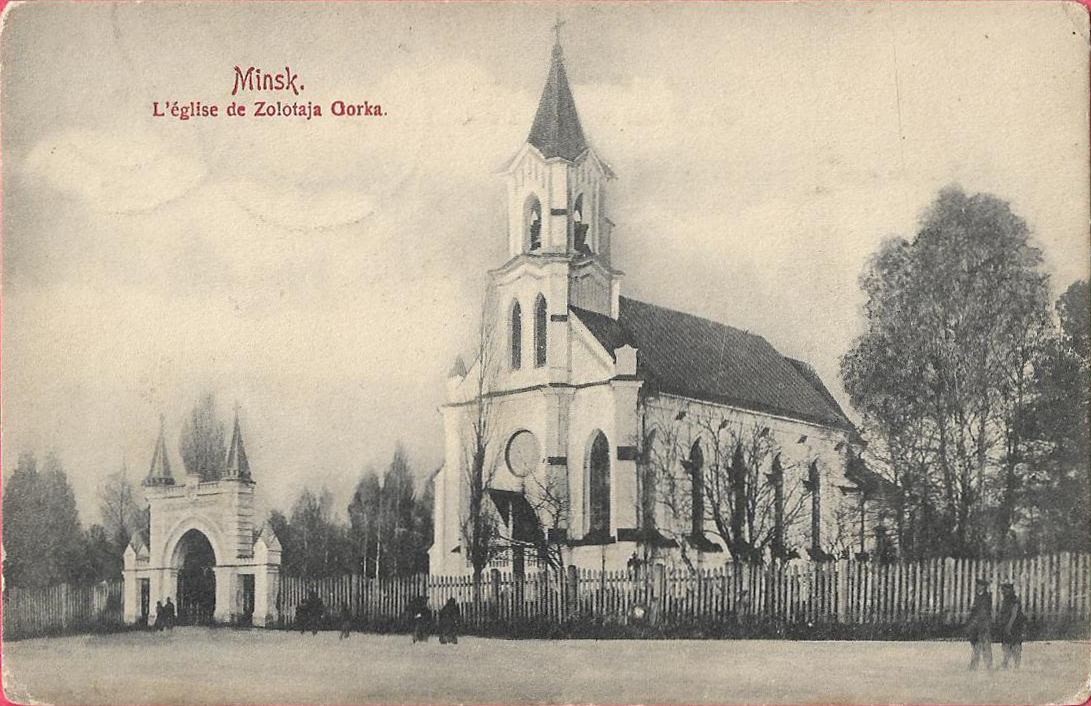
1912 рік
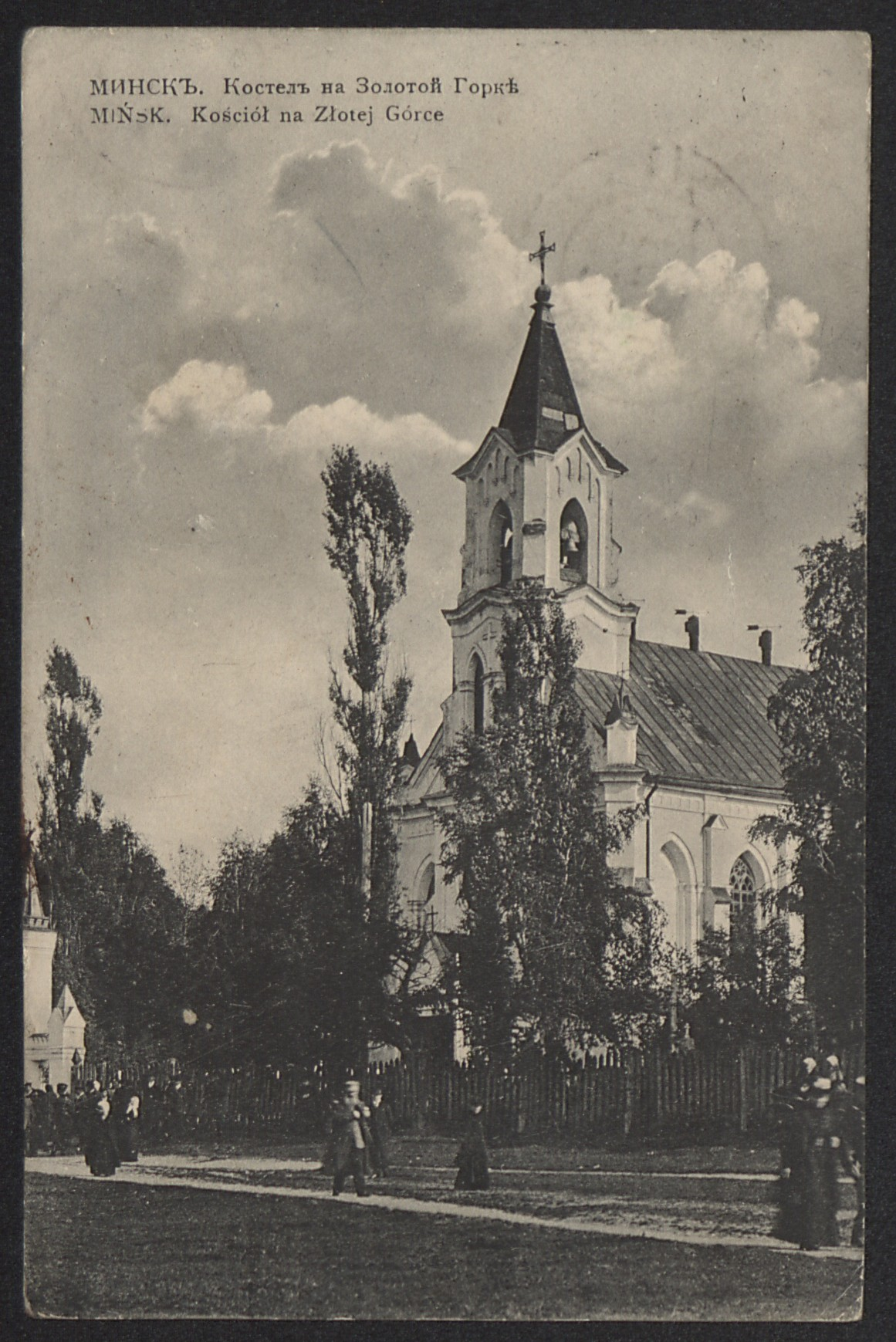
1914 рік
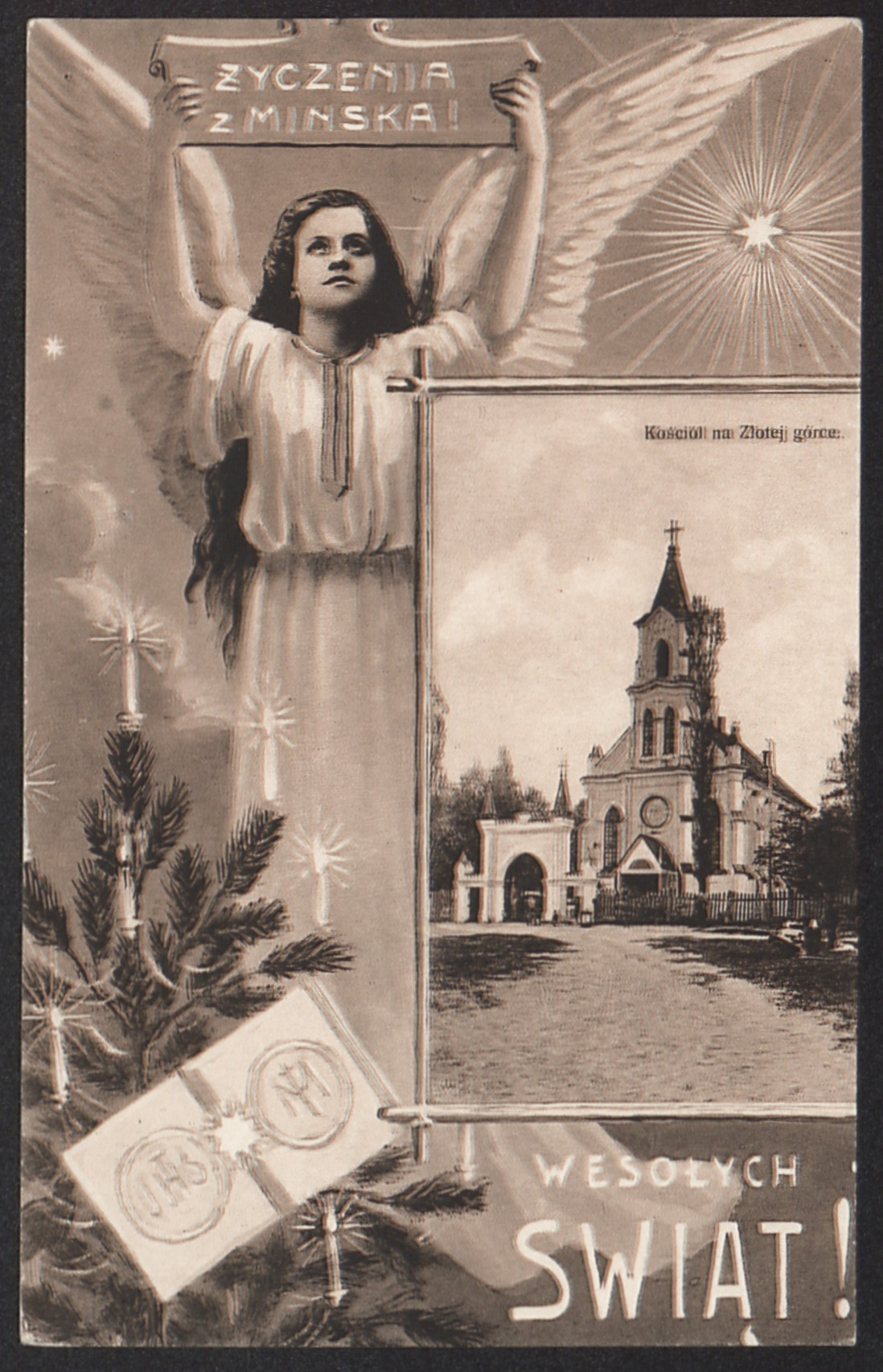
1916 рік
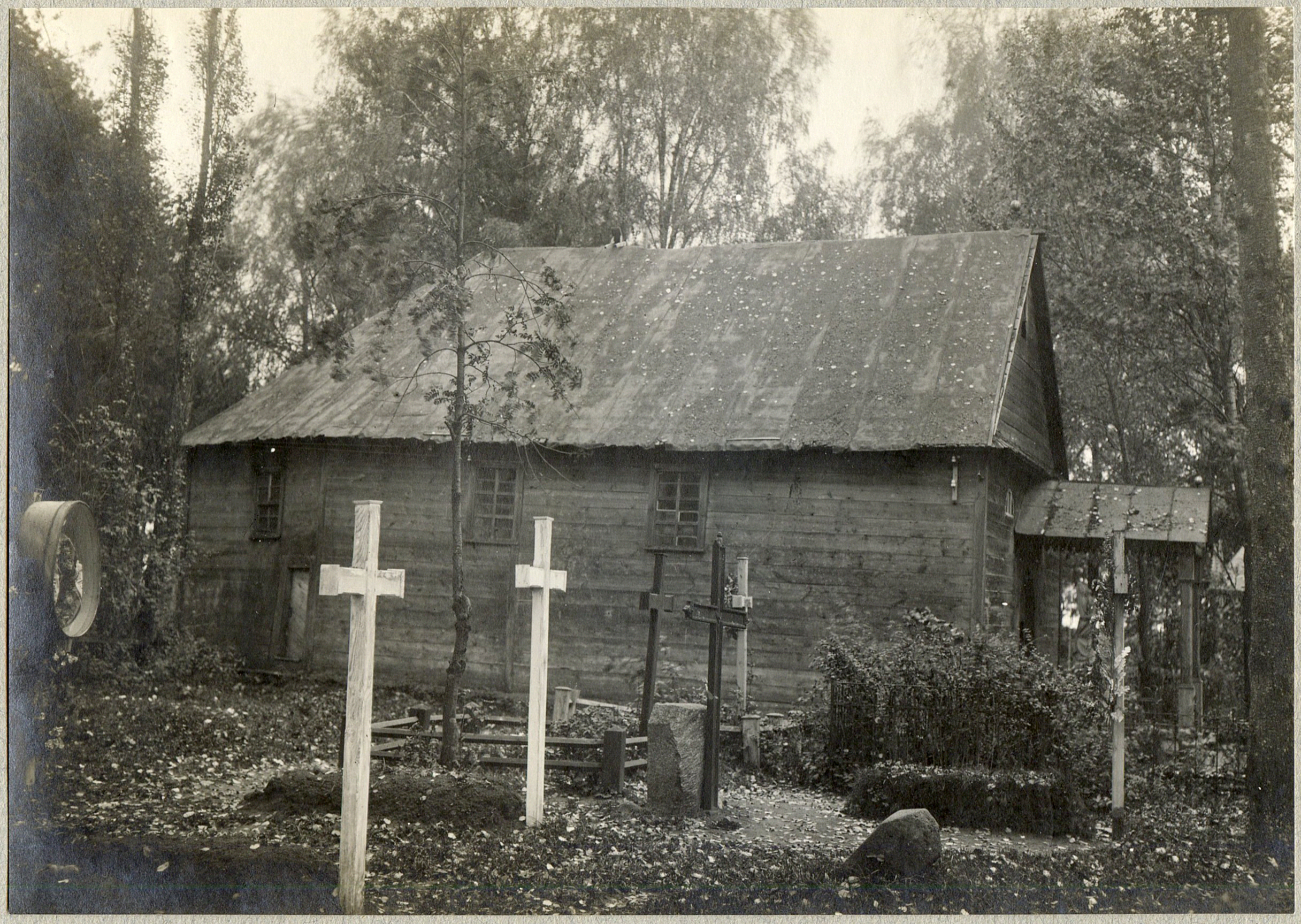
1917 рік

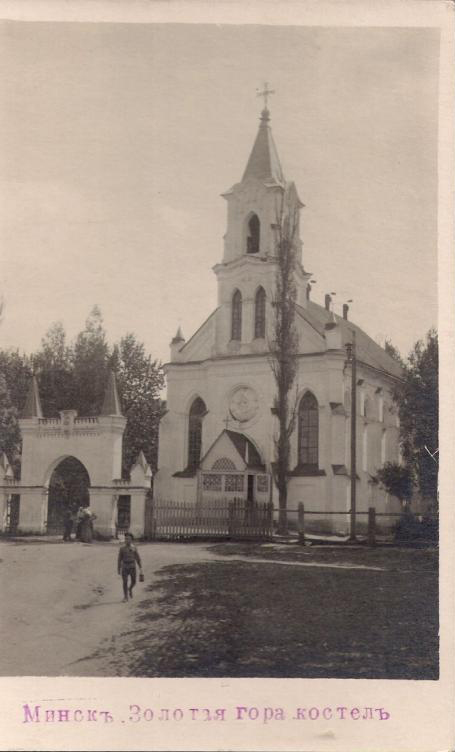
до 1918 року
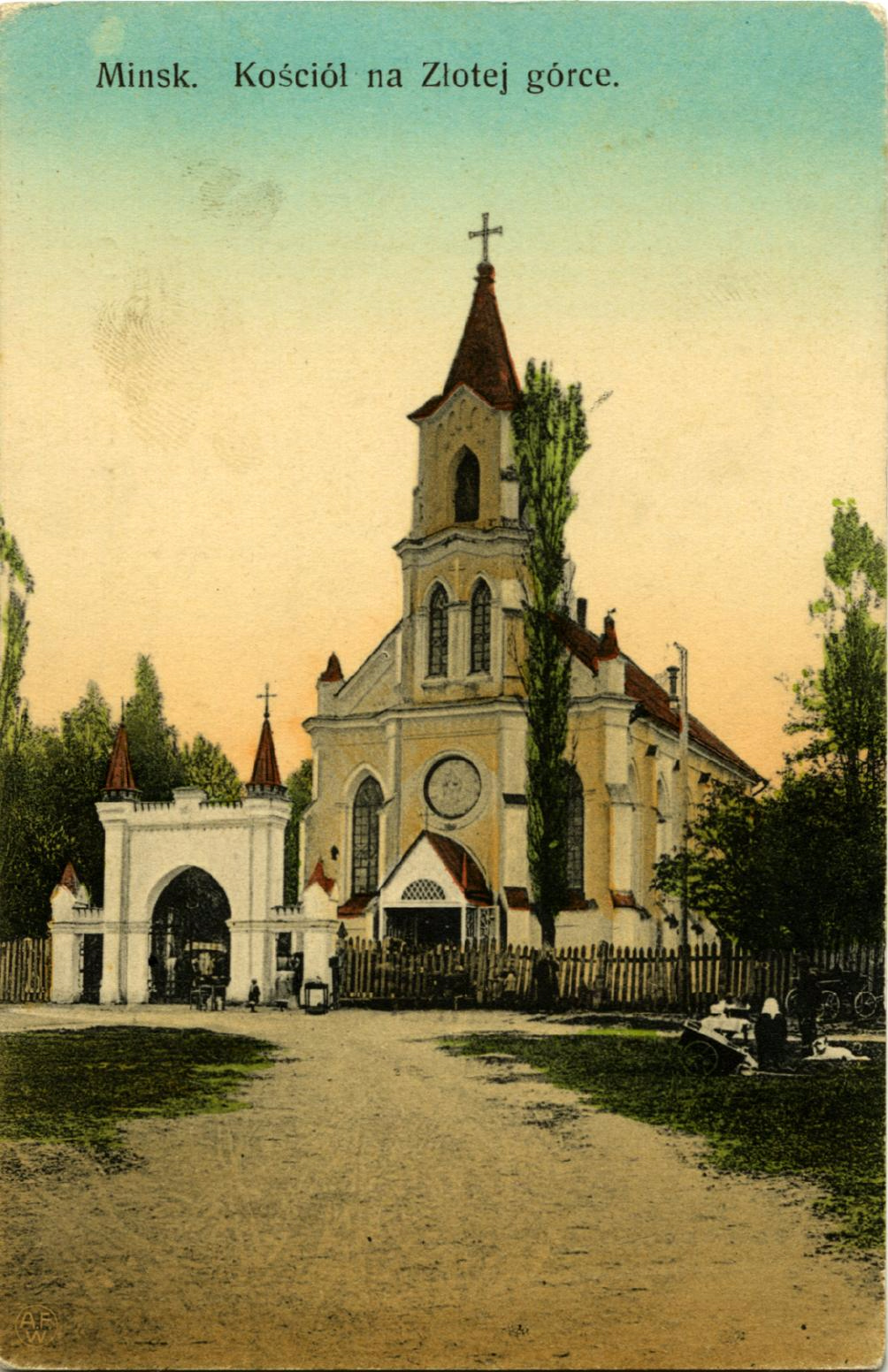
до 1918 року
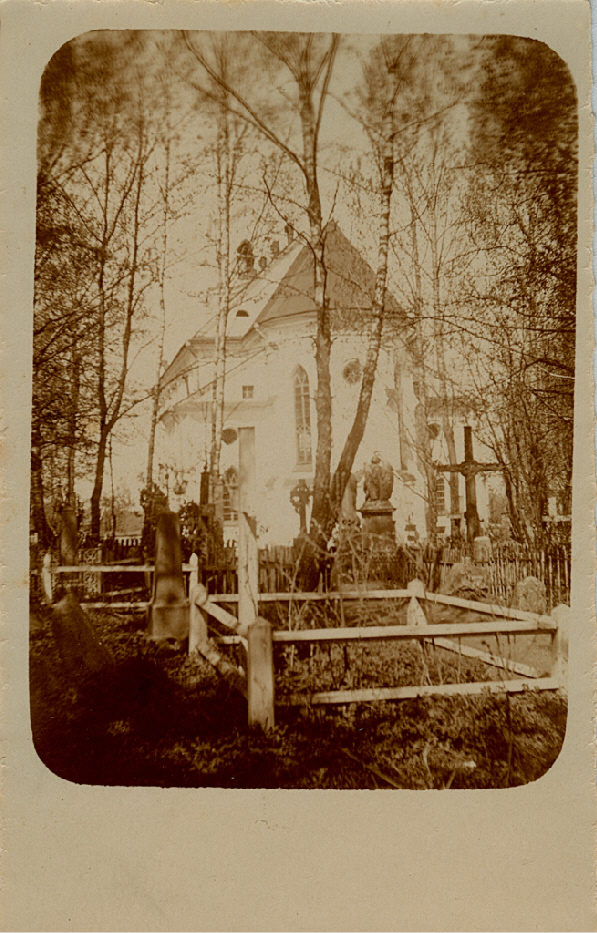
1918 рік
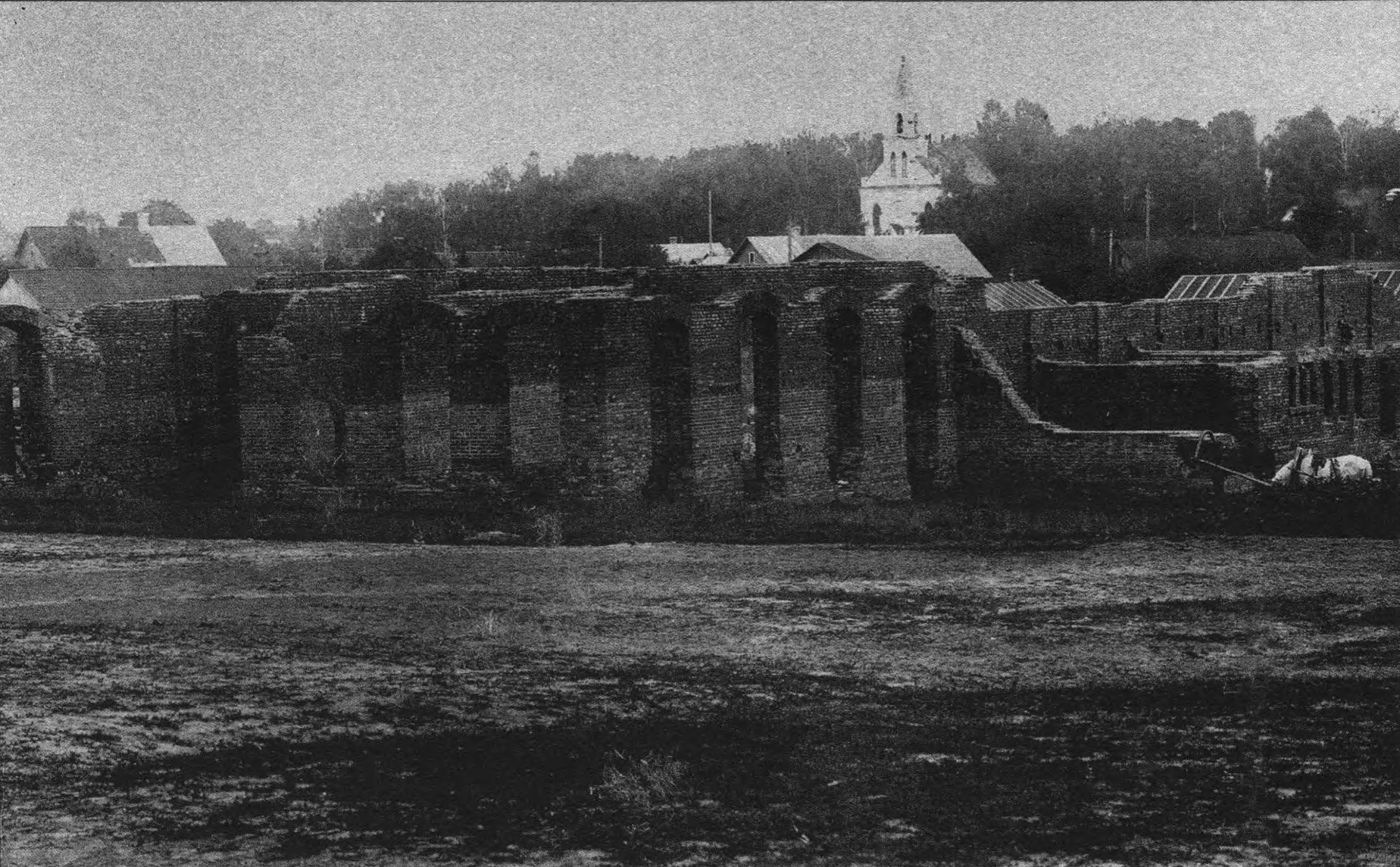
1920-ті роки.

Церква і цвинтар на старих фото
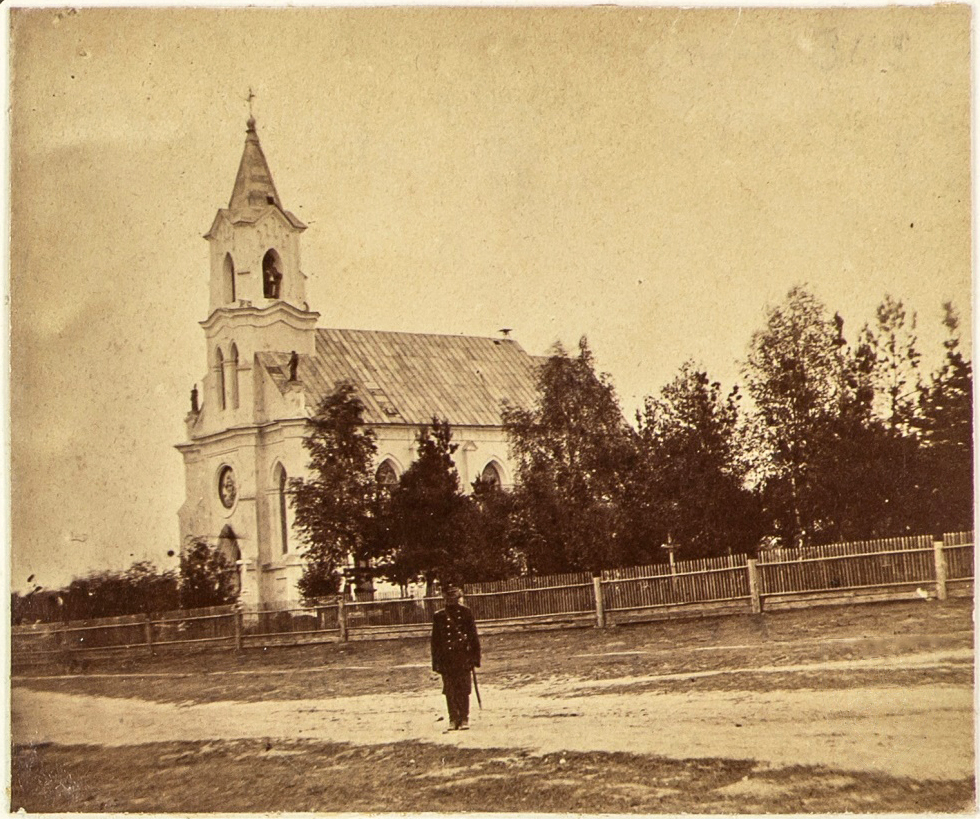
1870-ті роки.
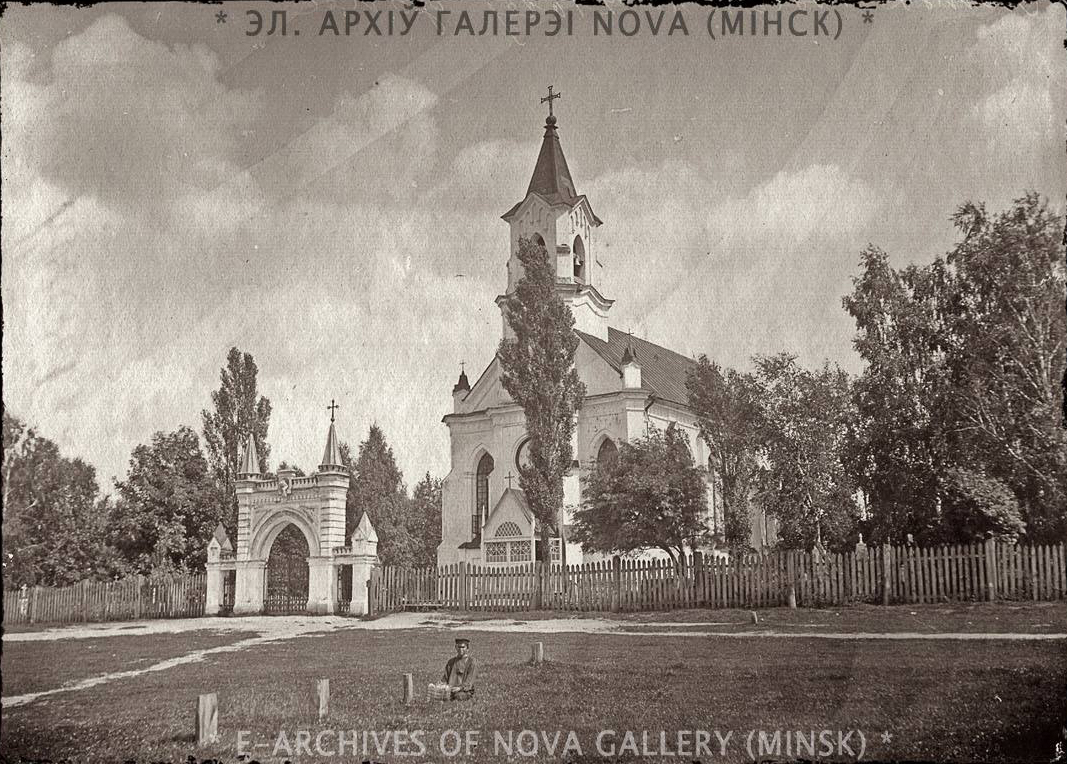
1900 рік
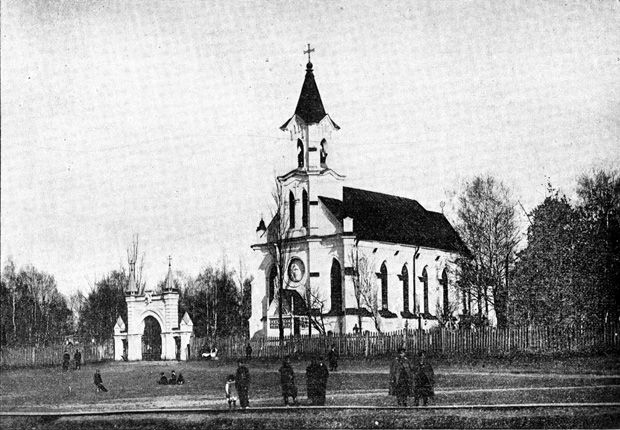
1903 рік
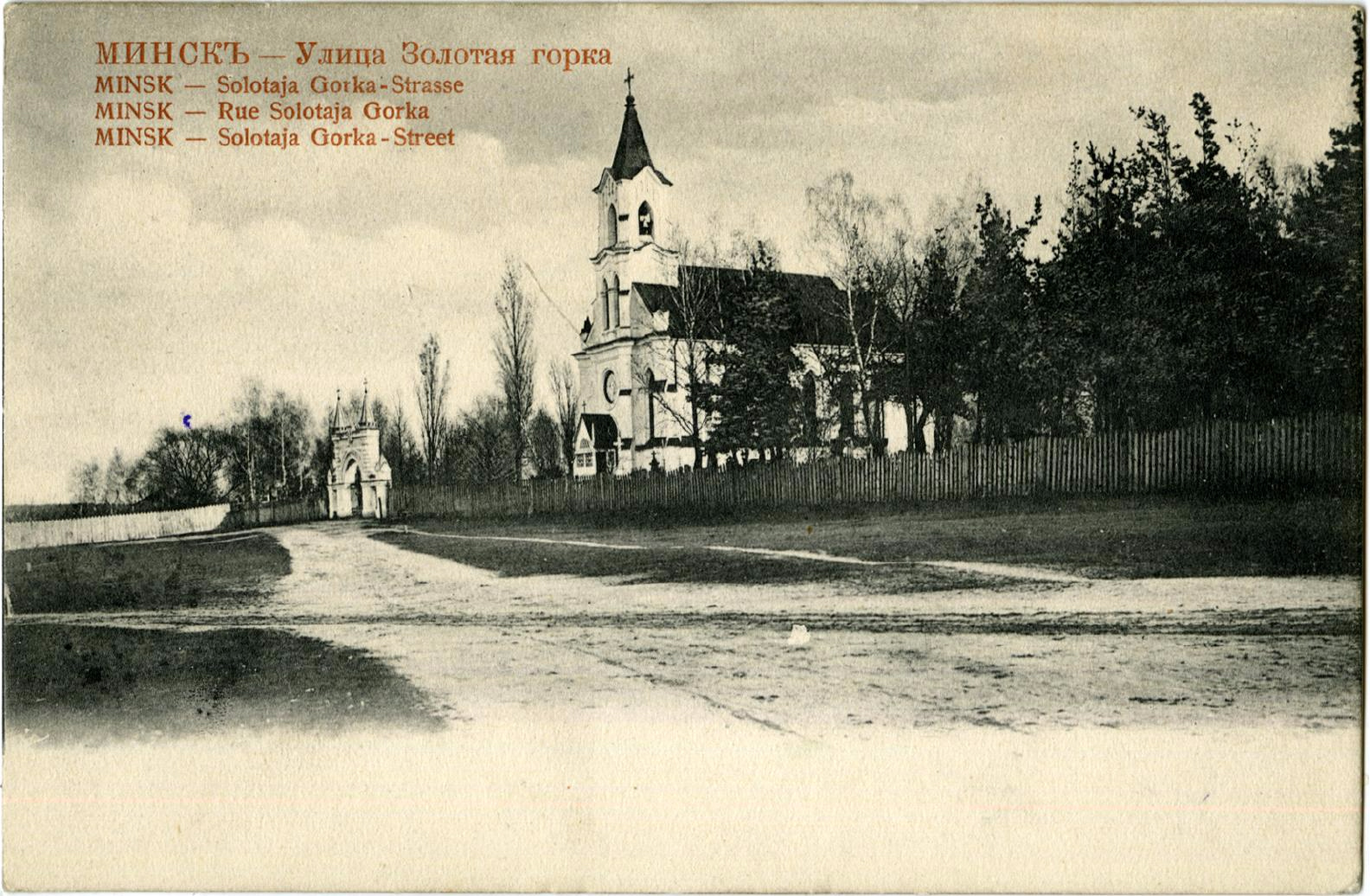
1900-04

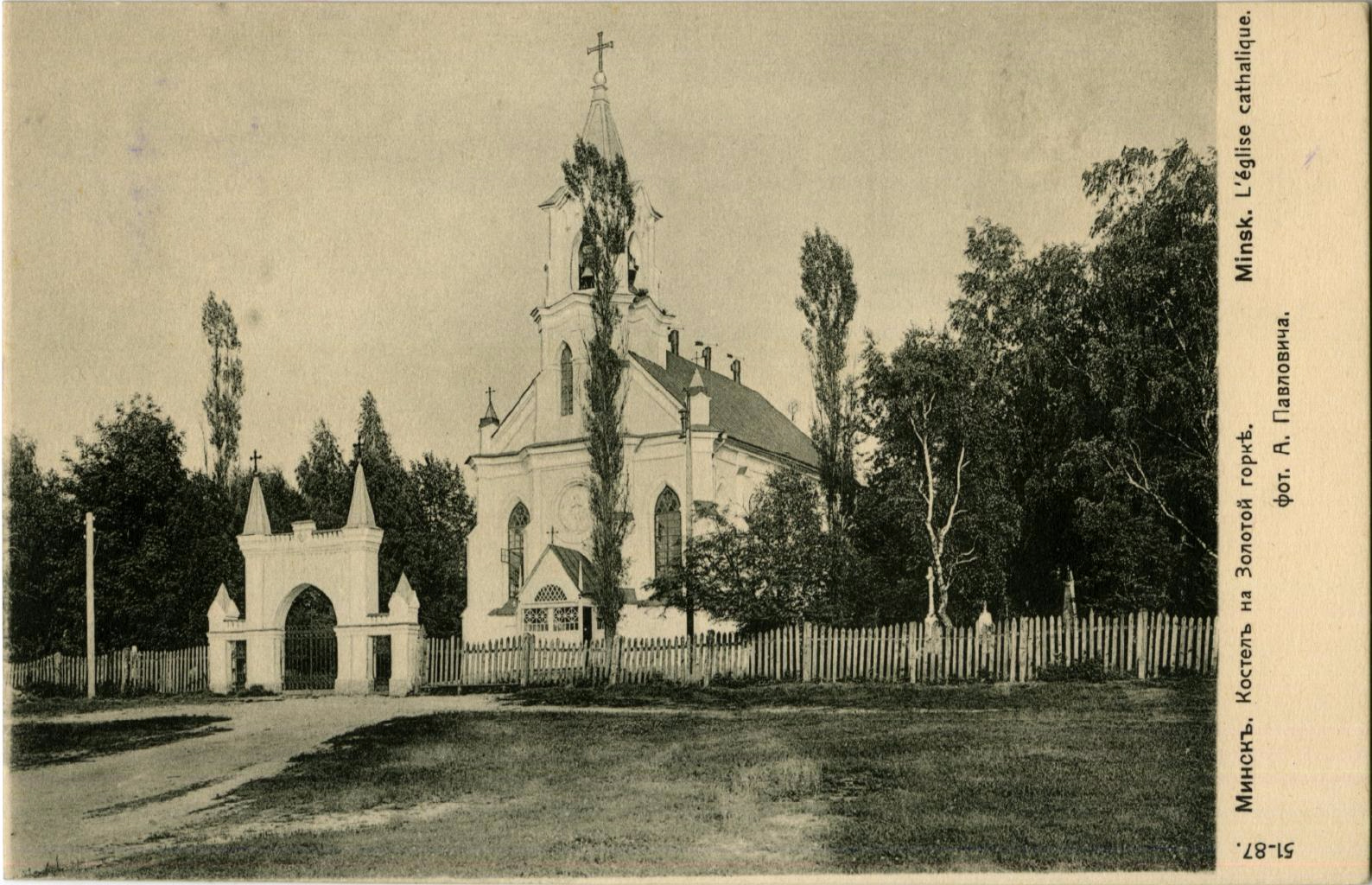
1904-09
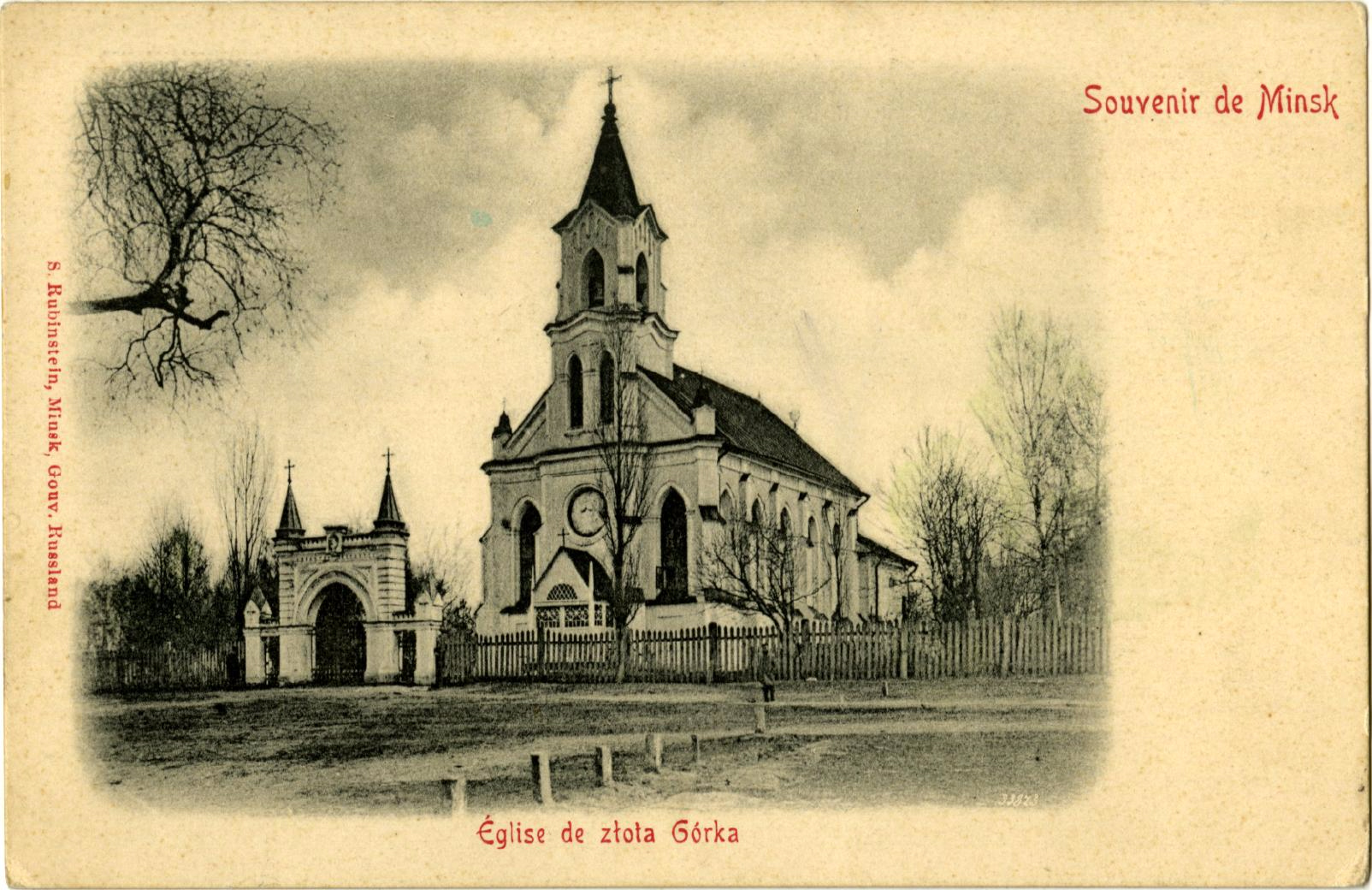
1904-09
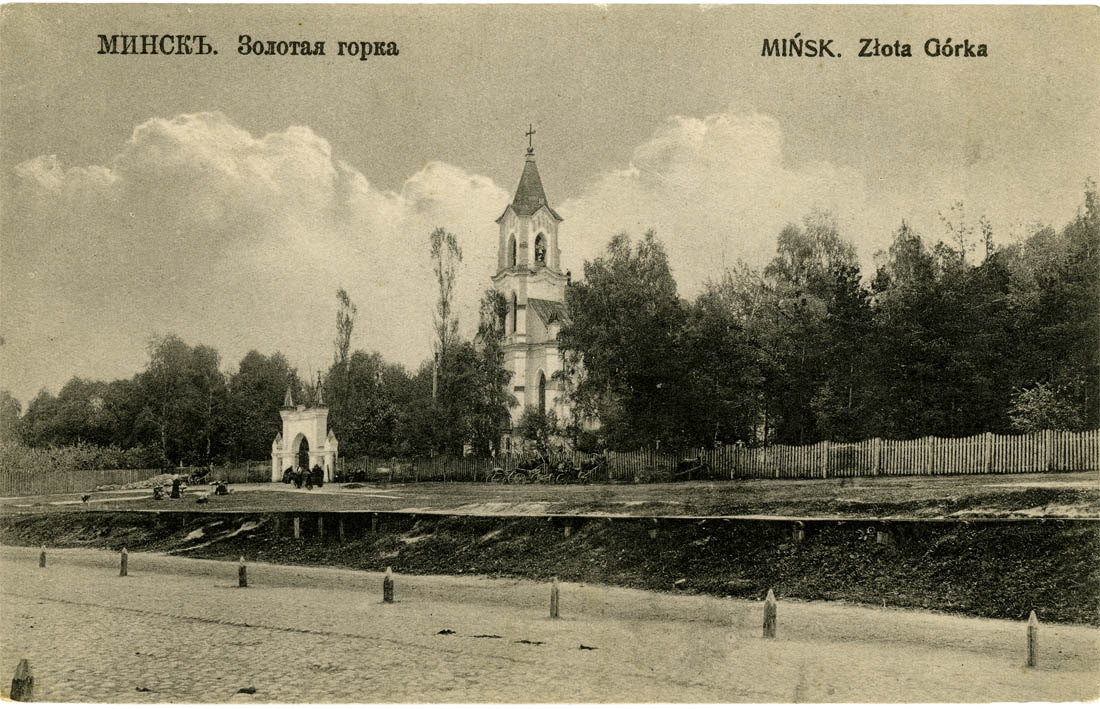
1904-09
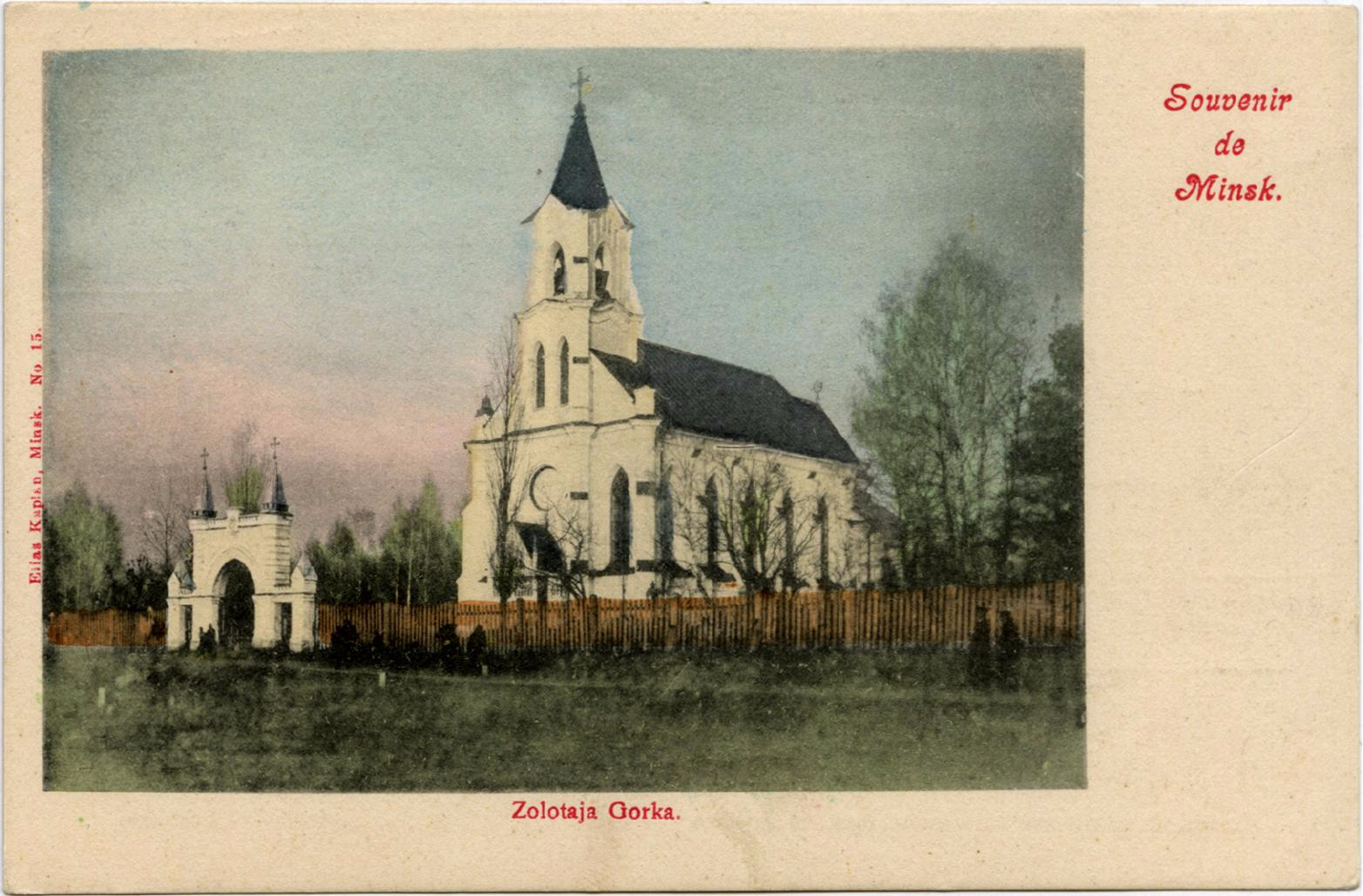
1904-09

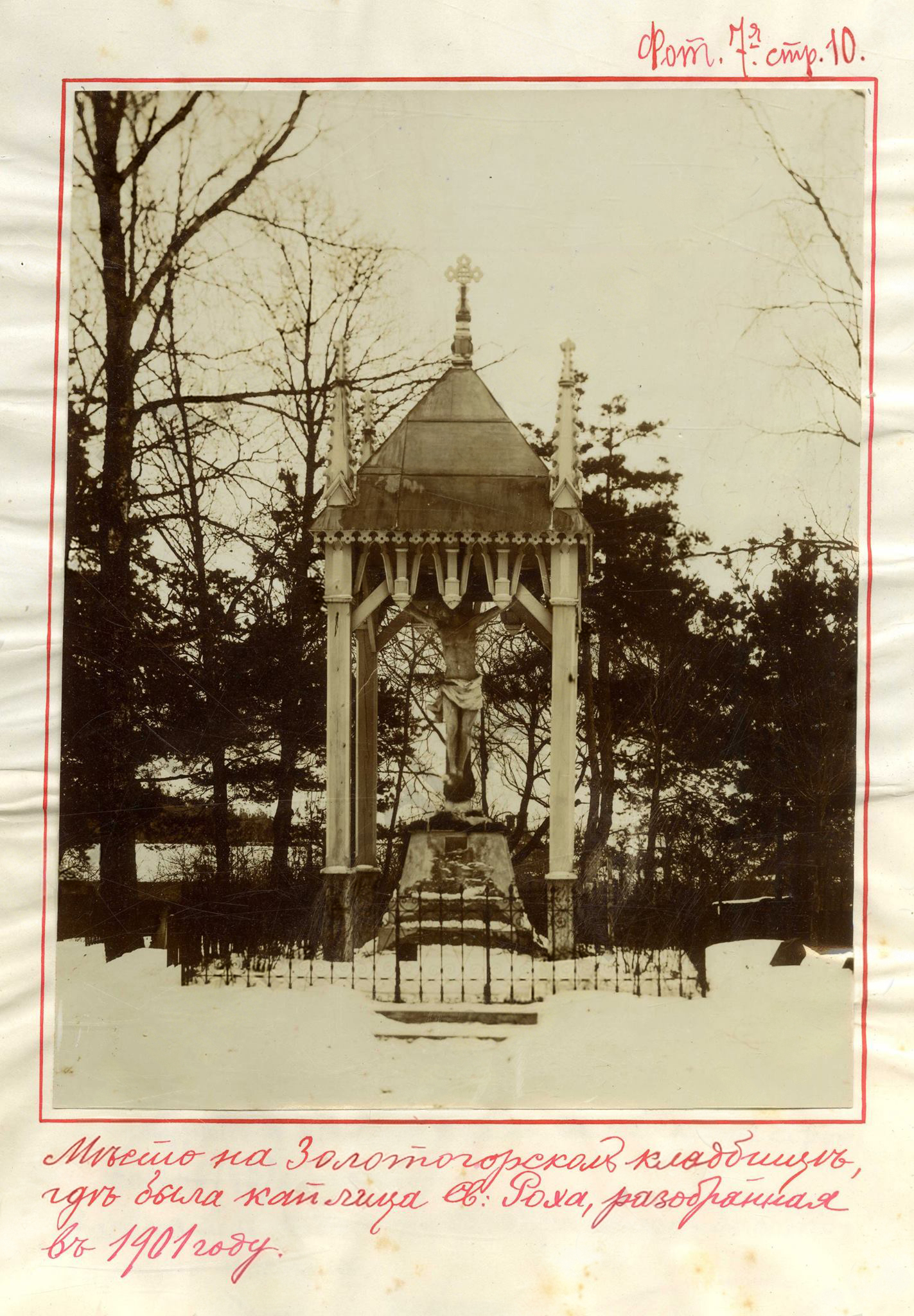
1908 рік
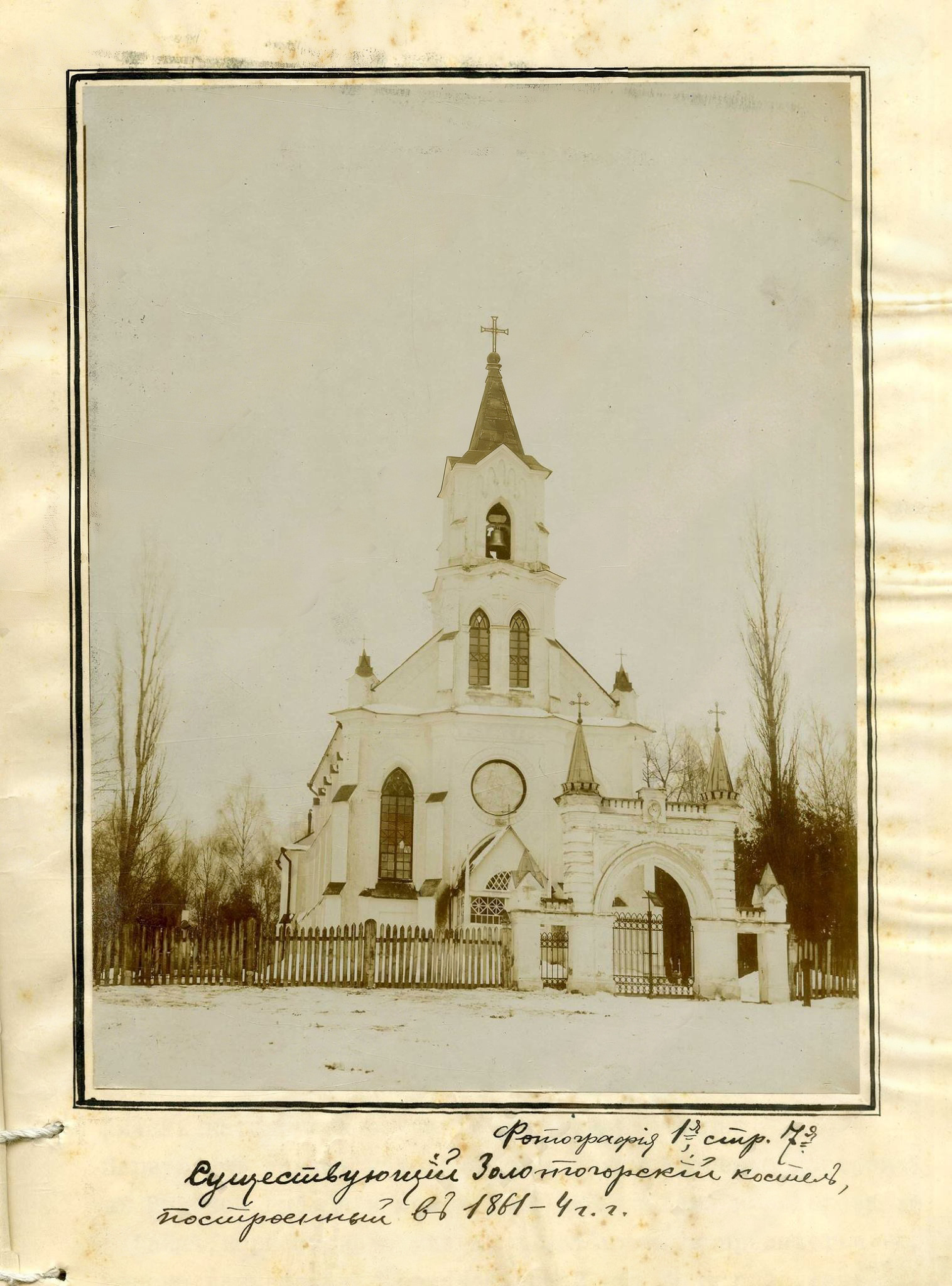
1908 рік
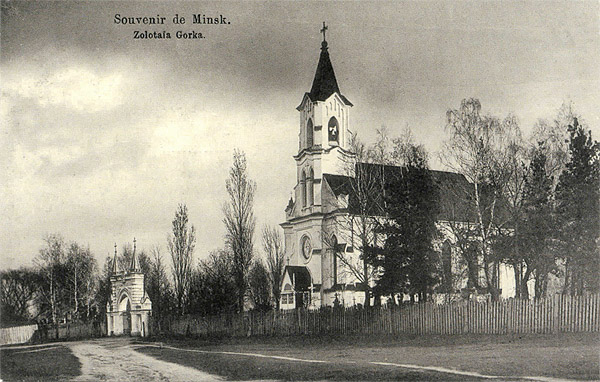
1909 рік
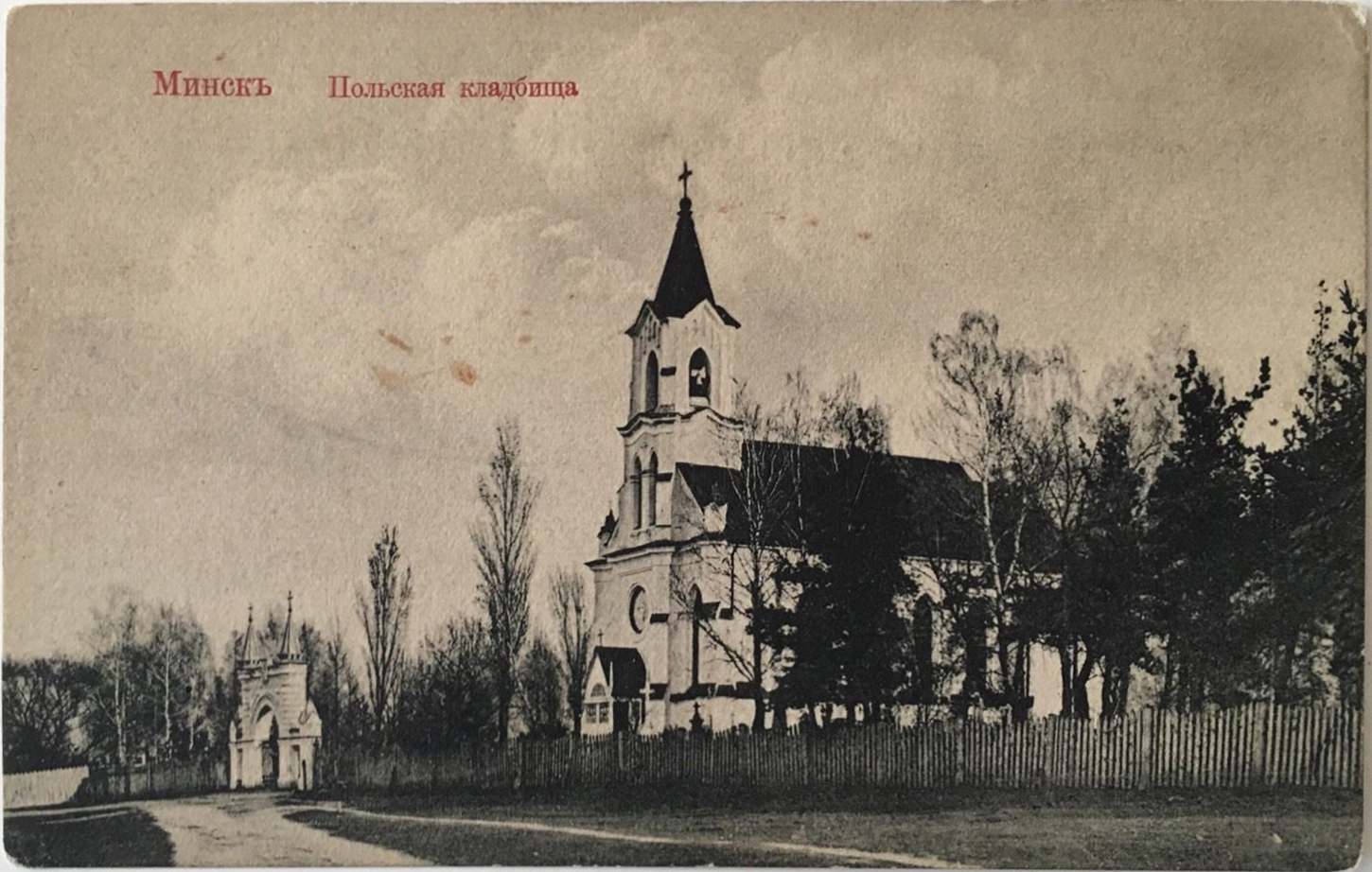
1909 рік

- 1912 рік
- 1914 рік
- 1916 рік
- 1917 рік

- до 1918 року
- до 1918 року
- 1918 рік
- 1920-ті роки.

Забудова передмістя
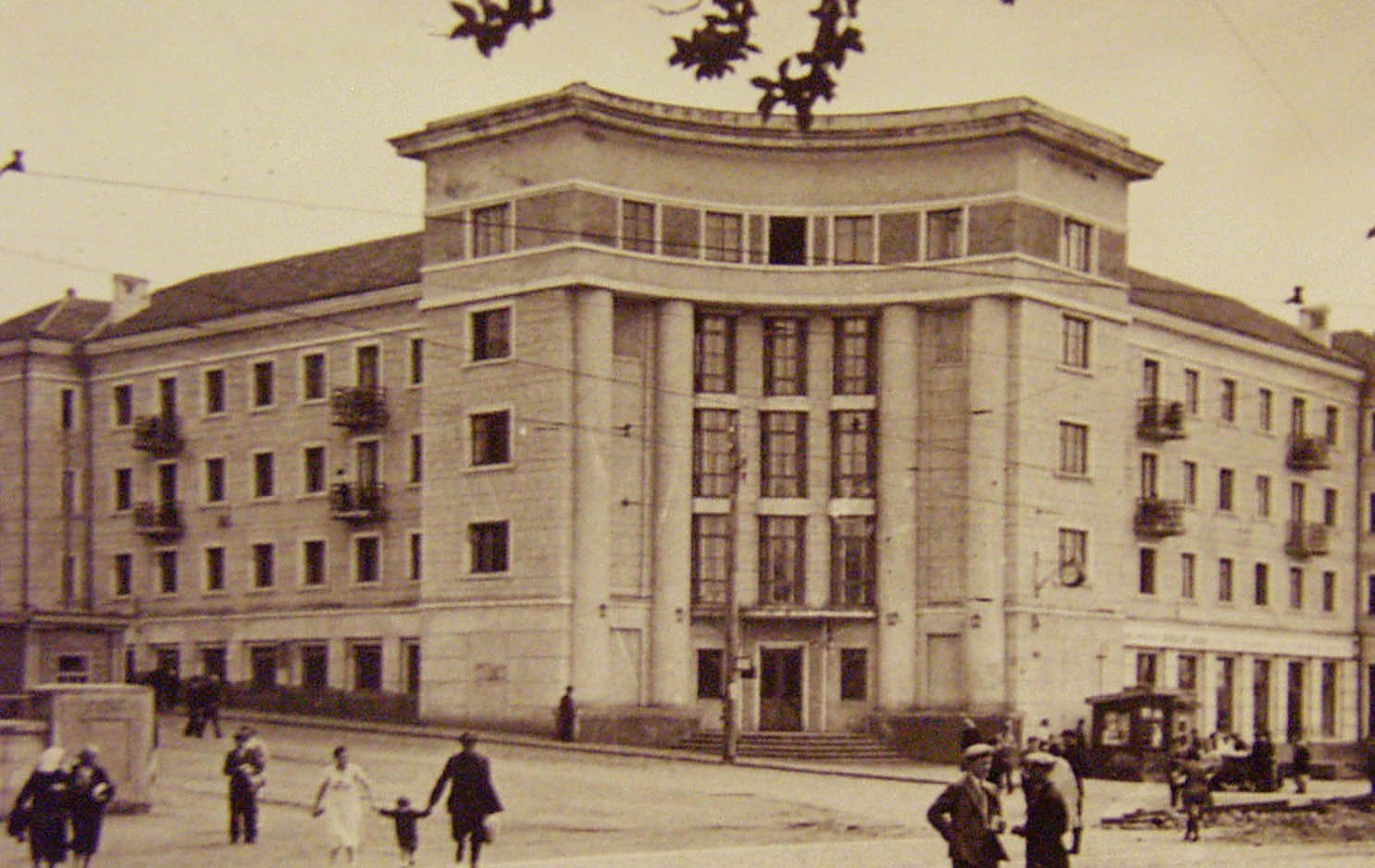
Школа-інтернат, 1930-ті роки.
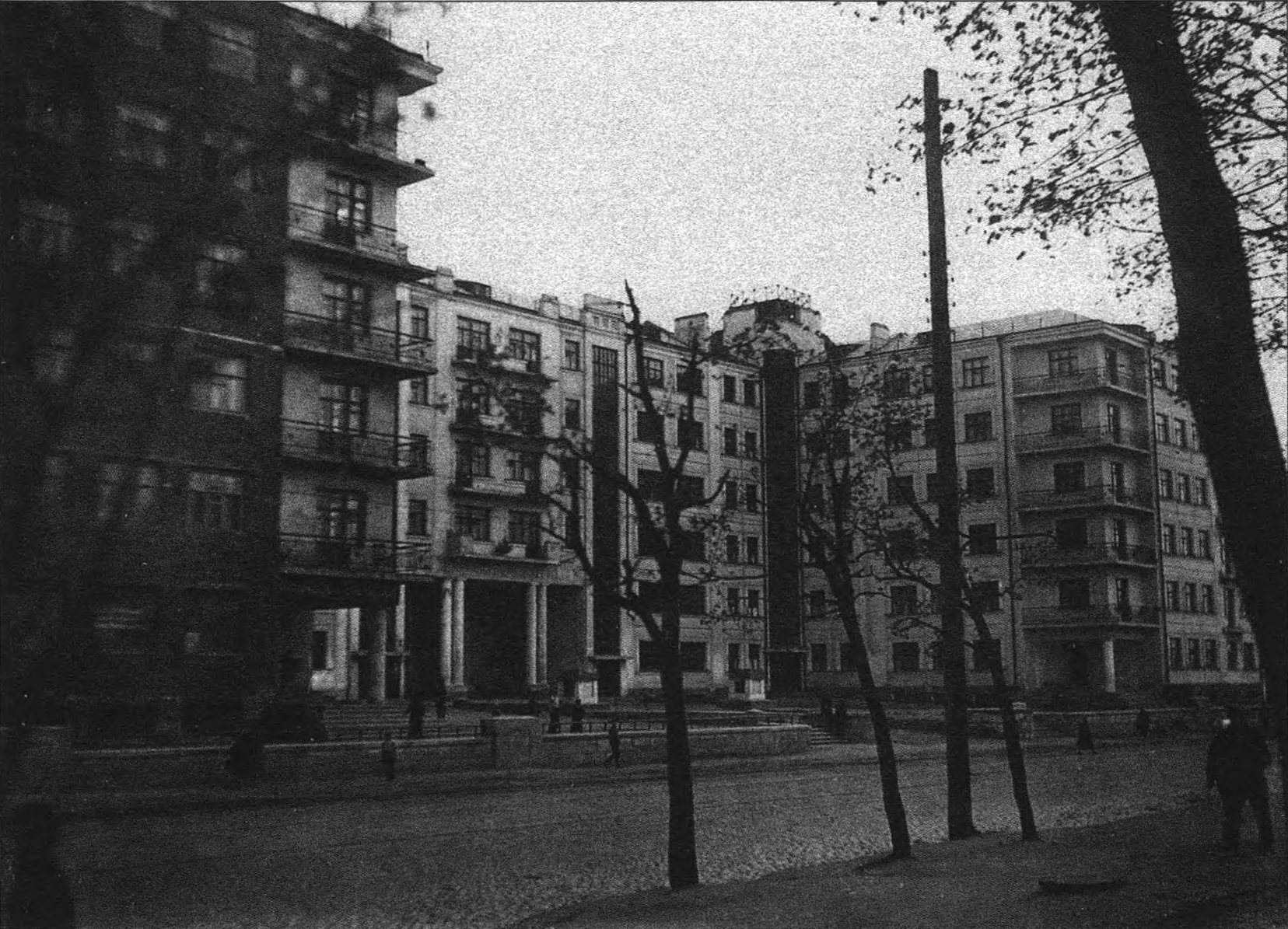
Будинок спеціалістів, 1937 рік.
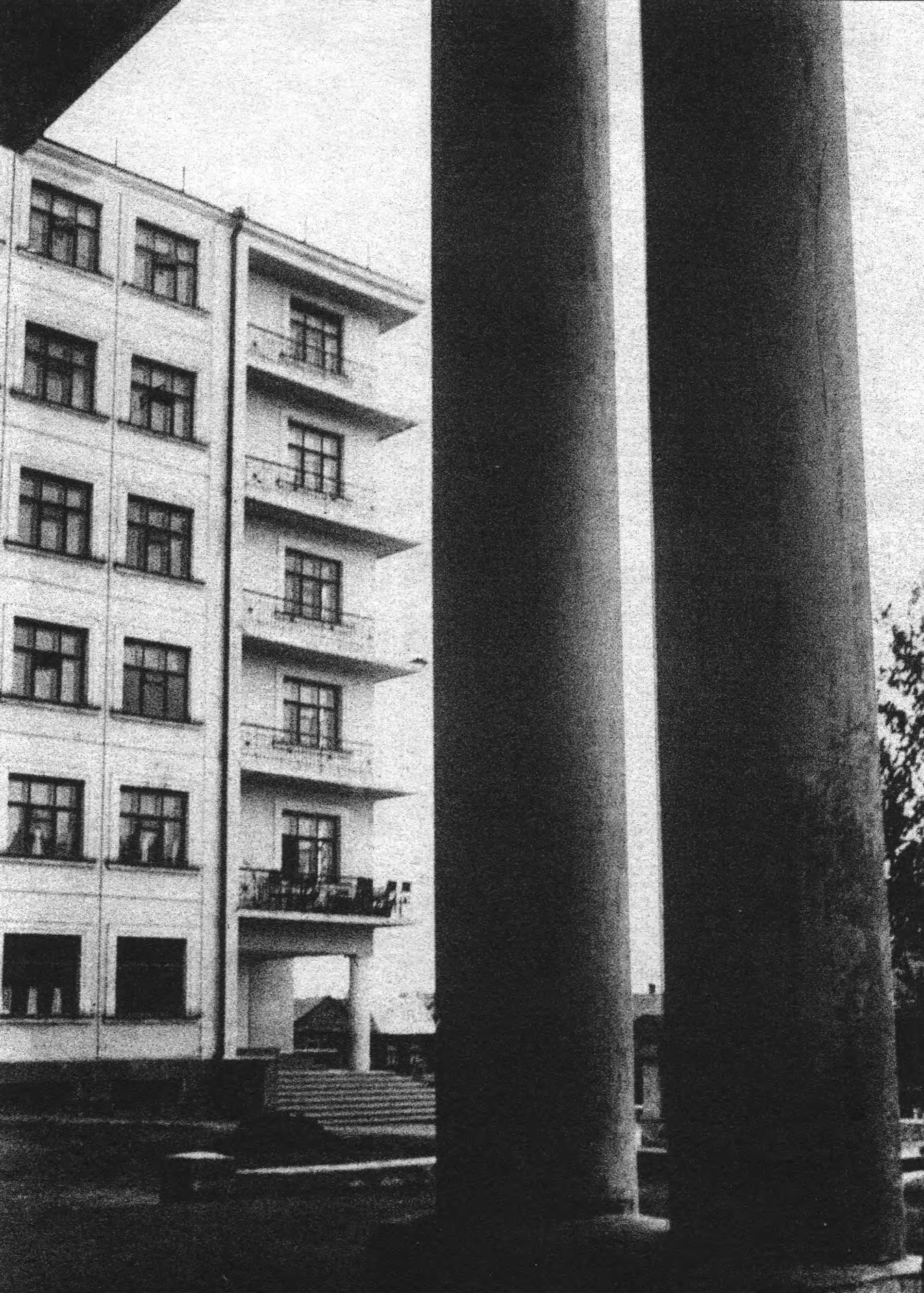
Будинок спеціалістів, 1937 рік.
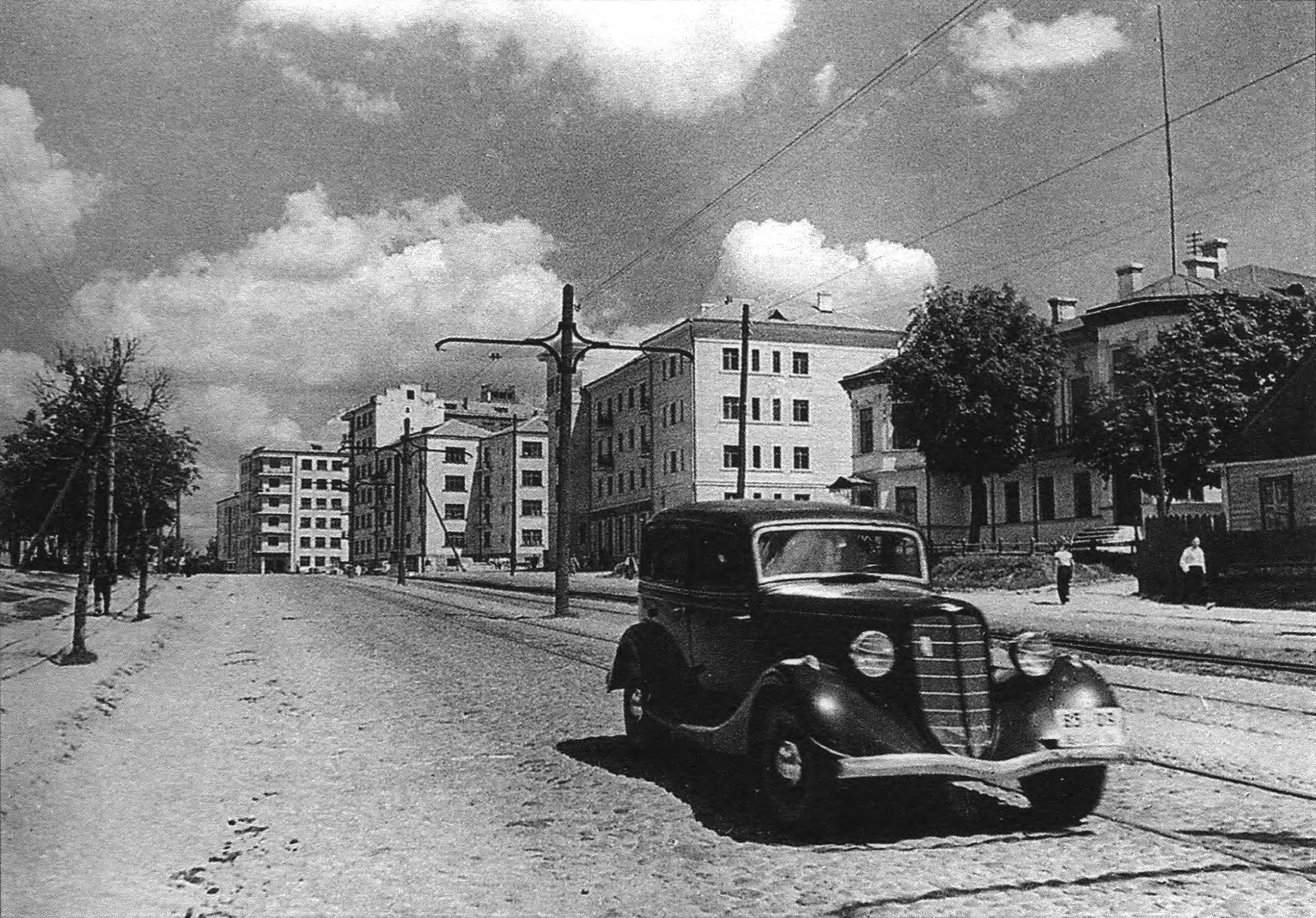
З боку Круглої площі,1939 г.

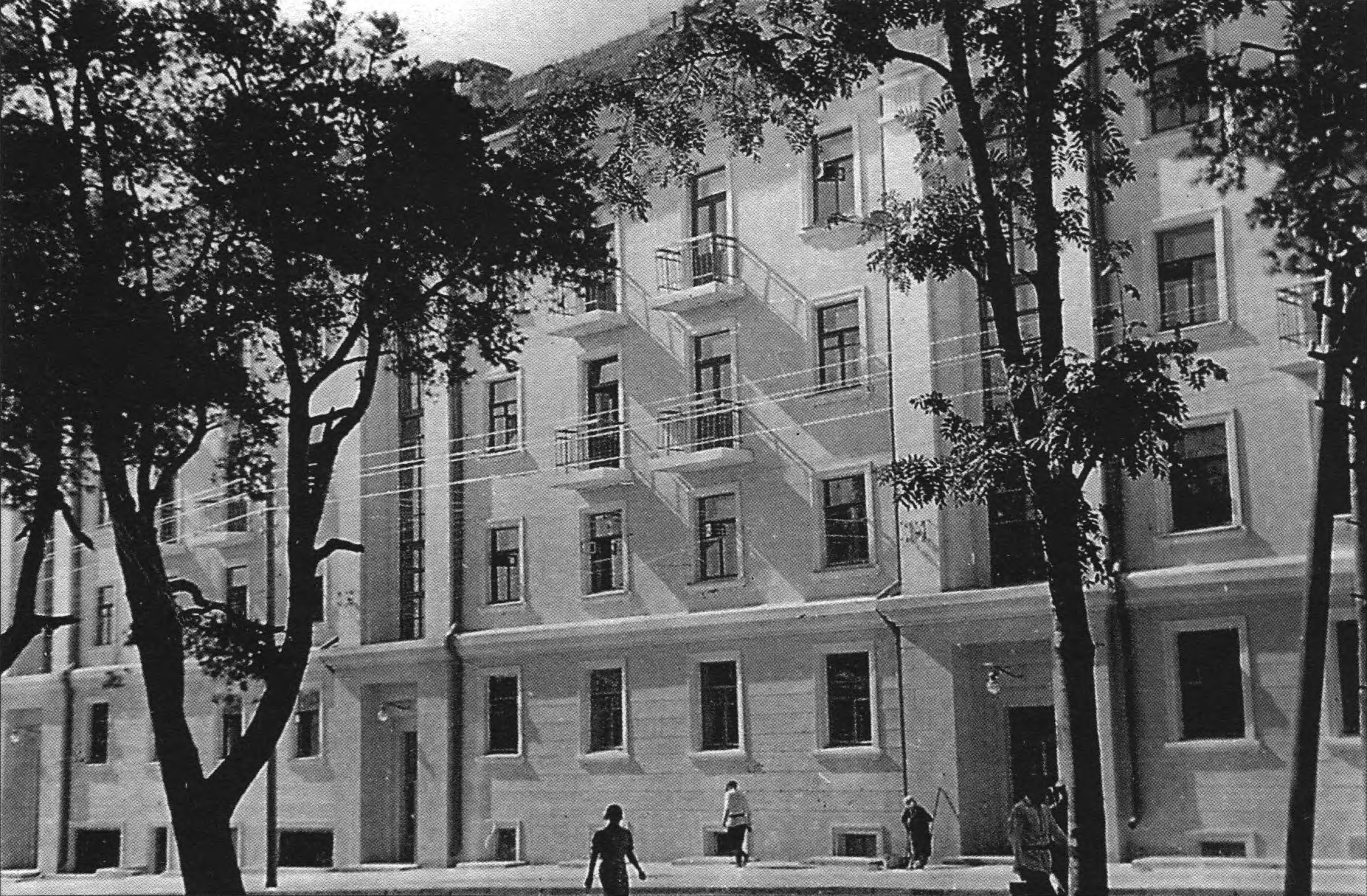
Житловий будинок на вулиці Даугабродській, 1939 рік.
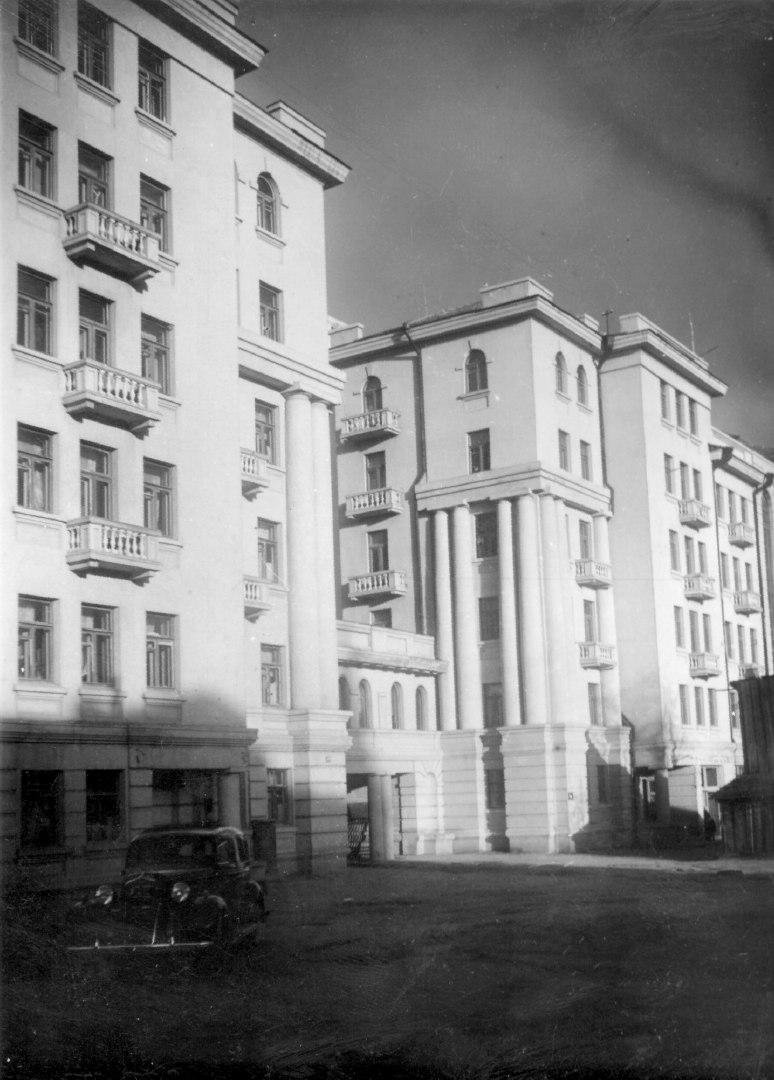
Житловий будинок 1940 року побудови.
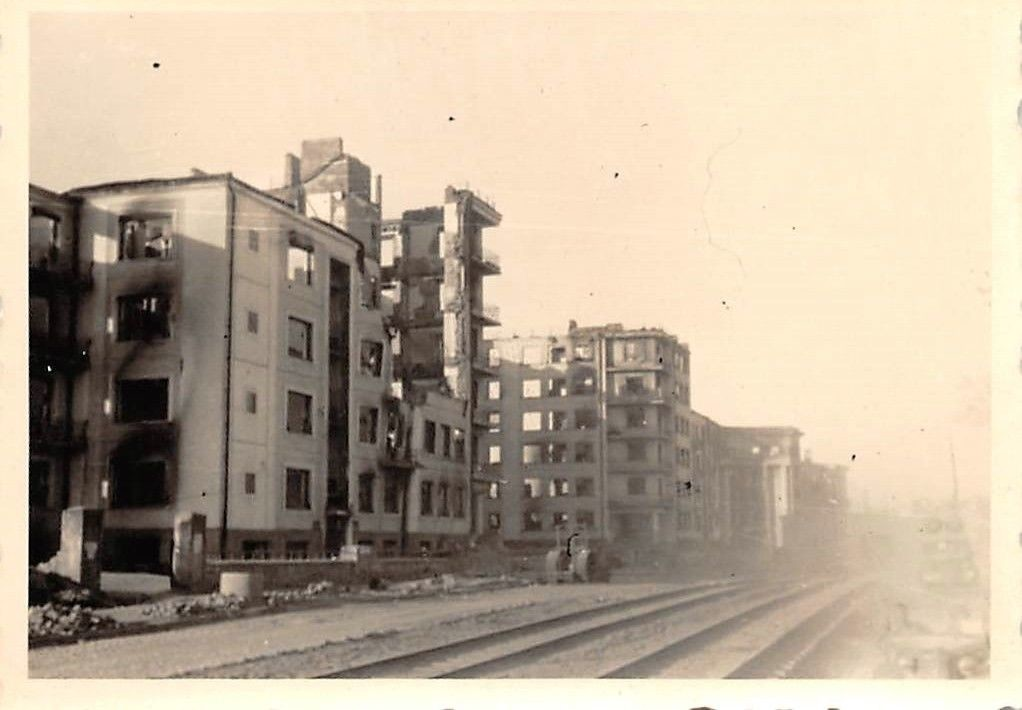
Липень 1941 року
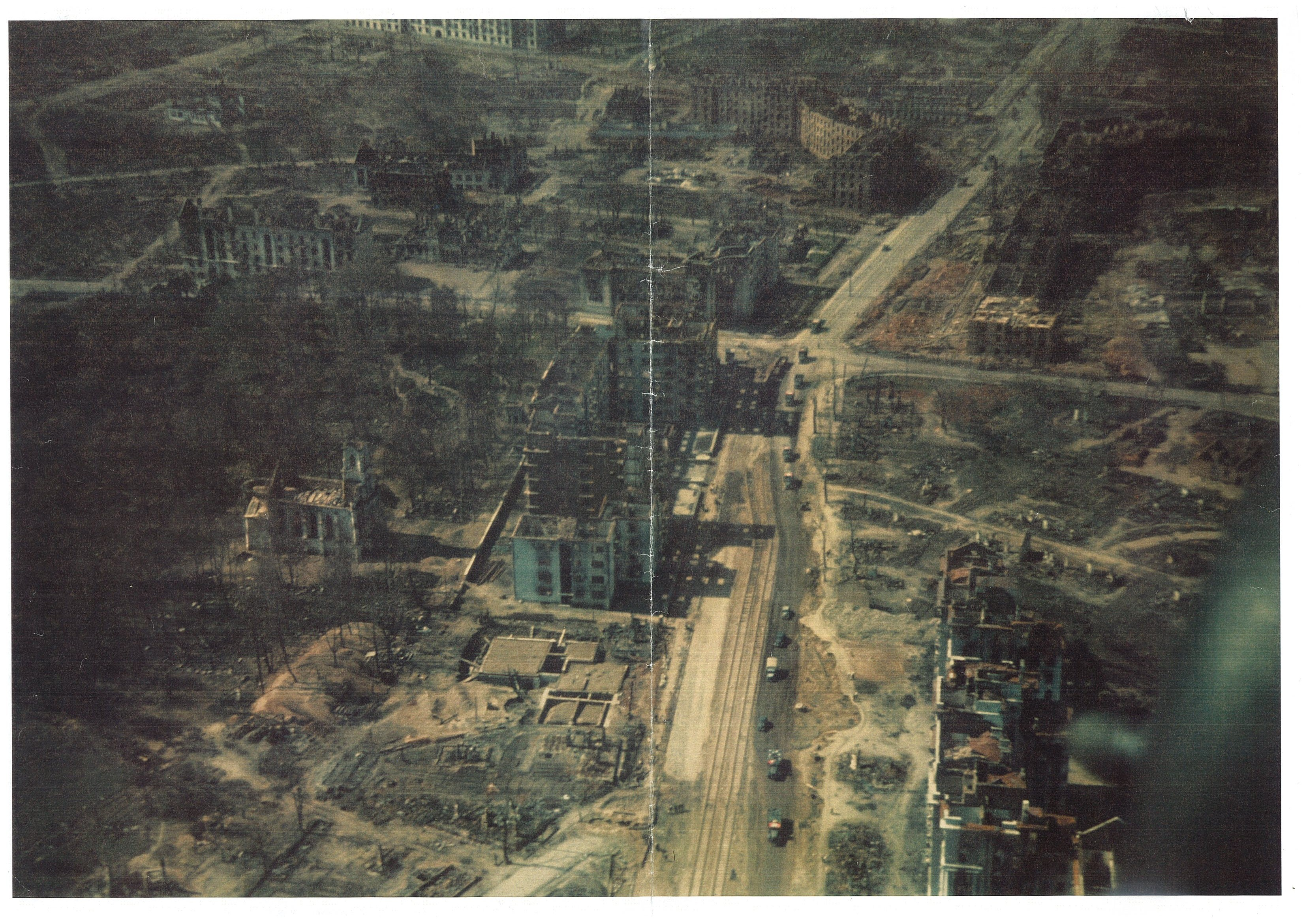
Аерофотознімок1941—44 гг.